# Acta Agriculturae Scandinavica
Acta Agriculturae Scandinavica (abreviado Acta Agric. Scand.) es una revista con ilustraciones y descripciones botánicas que es publicada en Estocolmo desde el año 1950.